# Dugout (baseball)
Pour l’article homonyme, voir Dugout.

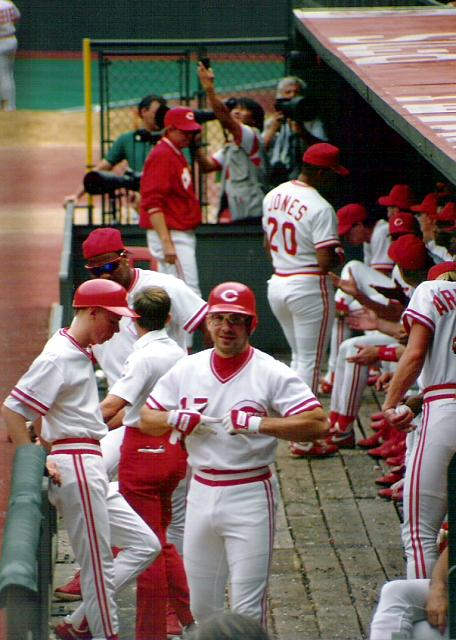
Dugout des Reds de Cincinnati, 1991

Au baseball, le dugout (ou abri) est le banc d'une équipe, situé dans l'espace entre le marbre et la première ou la troisième base. Il y a deux dugouts, un pour l'équipe locale et un pour l'équipe visiteuse. En général, l'abri est occupé par tous les joueurs qui ne sont pas autorisés à être sur le terrain à ce moment particulier, ainsi que par les entraîneurs et autres membres du personnel autorisés par la ligue. L'équipement des joueurs (gants, battes, casques de frappeur, équipement de receveur, etc.) est généralement stocké dans l'abri.
Au baseball, l'entraîneur principal, avec l'aide de ses assistants, dictera la stratégie offensive depuis le dugout en envoyant des signaux de la main aux entraîneurs du premier et du troisième but. Pour éviter que les adversaires ne détectent la stratégie, les entraîneurs du premier et du troisième but traduiront ensuite ces signaux manuels en leur propre jeu de signaux manuels et les enverront ensuite au frappeur et aux coureurs.

## Origine

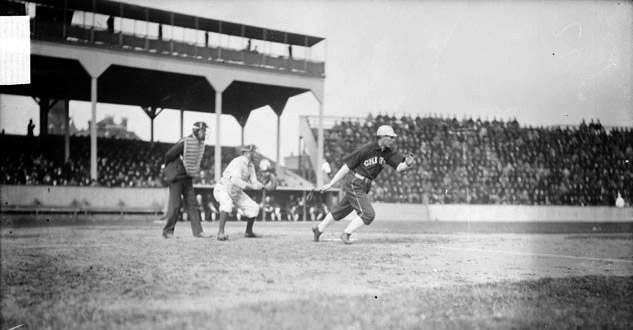
Action en 1905 à West Side Park, Chicago. Le banc est alors au niveau du sol.

Le terme dugout fait référence à la zone légèrement sous le niveau du terrain, comme cela est courant dans le baseball professionnel. La théorie dominante de l'origine de ces espaces légèrement sous le niveau du terrain est qu'elle permet aux spectateurs assis derrière les dugouts de mieux voir le terrain et en particulier la zone du marbre où se placent les batteurs. Contrairement à la plupart des autres sports, l'action principale du baseball est centrée en un point (le marbre) et obstruer cette zone de la vue des fans, même si par des joueurs sur le banc, serait impopulaire.
Tous les dugouts ne sont cependant pas situés sous le niveau du terrain. Au niveau des ligues majeures, les quelques abris qui sont situés au niveau du terrain sont dans des stades multifonction pour simplifier la conversion d'une configuration de baseball à une autre configuration de terrain de sport. Dans ces terrains, les gradins sont surélevés de telle sorte que les abris n'obstruent pas la vue des spectateurs. Les dugouts sont également au niveau du terrain dans la plupart des terrains de baseball amateurs, où les localiser en dessous du niveau du terrain serait trop coûteux. Dans ces cas, le terme «dugout » s'applique toujours, tout comme «banc». Au début du baseball professionnel, les sièges étaient souvent construits assez haut et le banc était au niveau du terrain.

## Variations

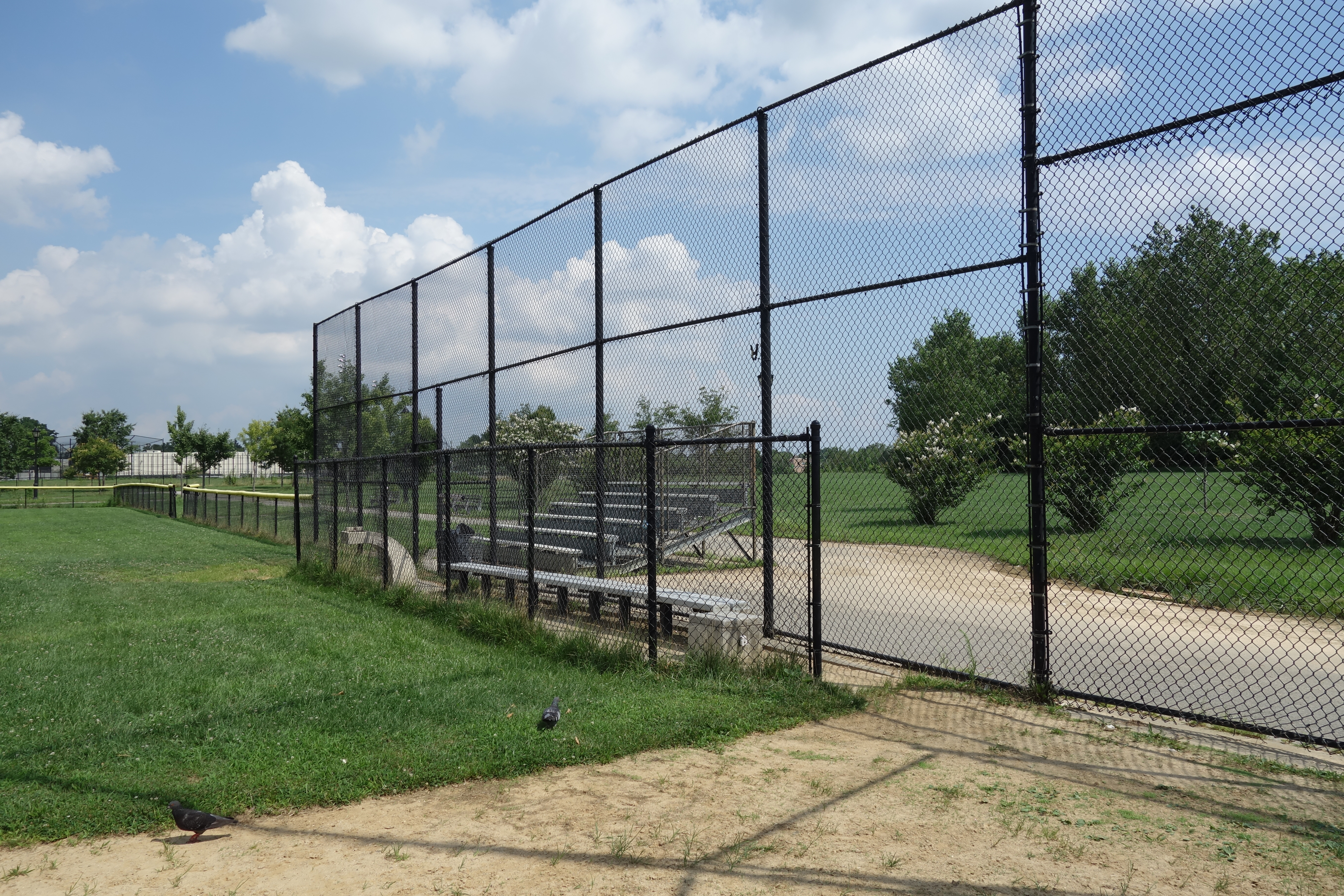
Dugout d'un terrain universitaire, ici l'abri est au niveau du sol et séparé par un grillage.

La plupart des terrains professionnels et universitaires comportent des dugout qui se trouvent sous le niveau du terrain, avec des marches en béton sur toute la longueur de l'abri. Certains comportent une balustrade le long de la marche supérieure, tandis que d'autres sont ouverts.
Dans la plupart des stades de baseball de la MBL, ainsi que dans de nombreux terrains de la ligue mineure, le dugout est directement relié aux vestiaires par un tunnel.
La plupart des terrains des écoles secondaires, de la Petite Ligue et de loisir comportent des abris qui sont au niveau du terrain, généralement séparés du terrain de jeu par un grillage.
Le terrain historique Cardines Field, domicile des Newport Gulls, présente de manière unique les deux dugout côté de la première base.

## Règles officielles

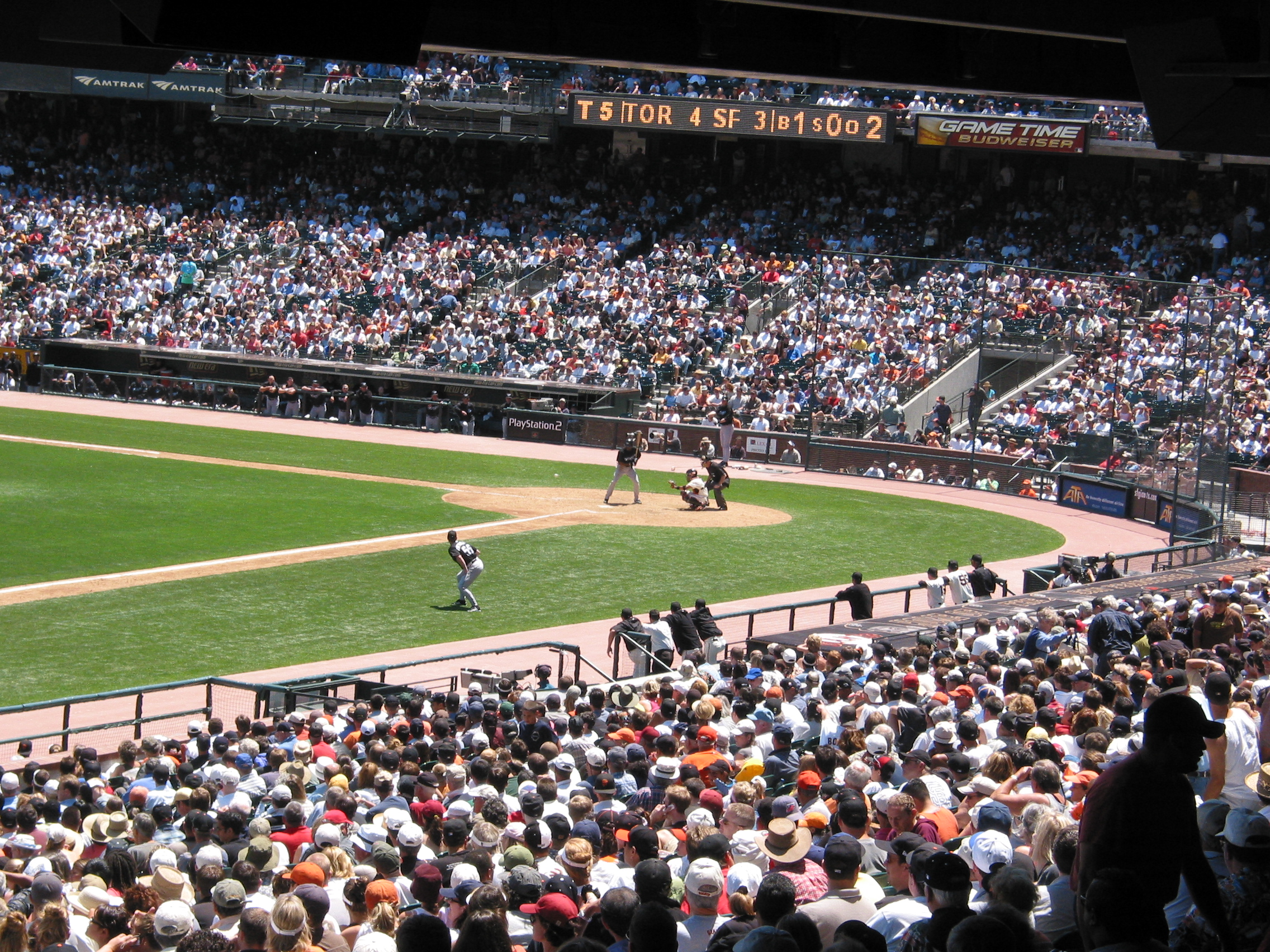
Dugout visibles au premier plan et à l'arrière plan, tous deux dotés de balustrades.

La règle 3.17 de la MLB spécifie que "personne à l'exception des joueurs, remplaçants, gérants, entraîneurs, entraîneurs sportifs et batboys ne doit occuper un banc pendant un match." La règle stipule également que les joueurs figurant sur la liste des personnes handicapées sont autorisés dans l'abri, mais ils ne peuvent pas entrer sur le terrain pendant la partie. Les joueurs et entraîneurs qui ont été expulsés du jeu ne peuvent pas rester dans le dugout selon la règle 4.07.
Contrairement à la plupart des autres sports, où une balle ou un palais entrant dans la zone de banc d'une équipe est déjà hors limite et est donc morte avant d'atteindre le banc, il est possible au baseball qu'un dugout soit un facteur de jeu. La règle 6.05 (a) de la MLB stipule qu'un joueur défensif peut rentrer dans un dugout pour attraper une balle volante tant qu'un pied ou les deux sont sur ou au-dessus du terrain de jeu, et qu'il n'a pas le pied au sol dans l'abri lors de la capture. Les règles de base universelles de la MLB stipulent que le joueur peut ensuite entrer dans le dugout après avoir fait la capture si son élan l'y porte. S'il tombe dans le dugout, la capture est autorisée mais les joueurs sur une base avancent conformément à la règle 7.04 (c).
Une balle en jeu entrant dans un dugout devient morte et le frappeur-coureur et tout coureur sur base avancent conformément à la règle 7.04 (c). Cependant, une balle vivante rebondissant sur une balustrade de dugout, si elle est présente, est toujours en jeu (à moins qu'elle ne soit une fausse balle). En raison de l'emplacement des abris en territoire des fausses balles, les balles vivantes entrant dans les abris ne se produisent généralement qu'après une erreur de lancer de l'équipe défensive.
Les ligues individuelles à des niveaux inférieurs à la MLB sont libres de définir leurs propres règles régissant les dugout en fonction des terrains et du niveau de jeu de leur ligue. Par exemple, la règle permettant l'atteinte des dugout pour attraper des balles volantes ne s'appliquerait pas dans les ligues où les abris sont séparées du terrain par une clôture  qui est plus haute que les joueurs.

## Choix de dugout en MLB

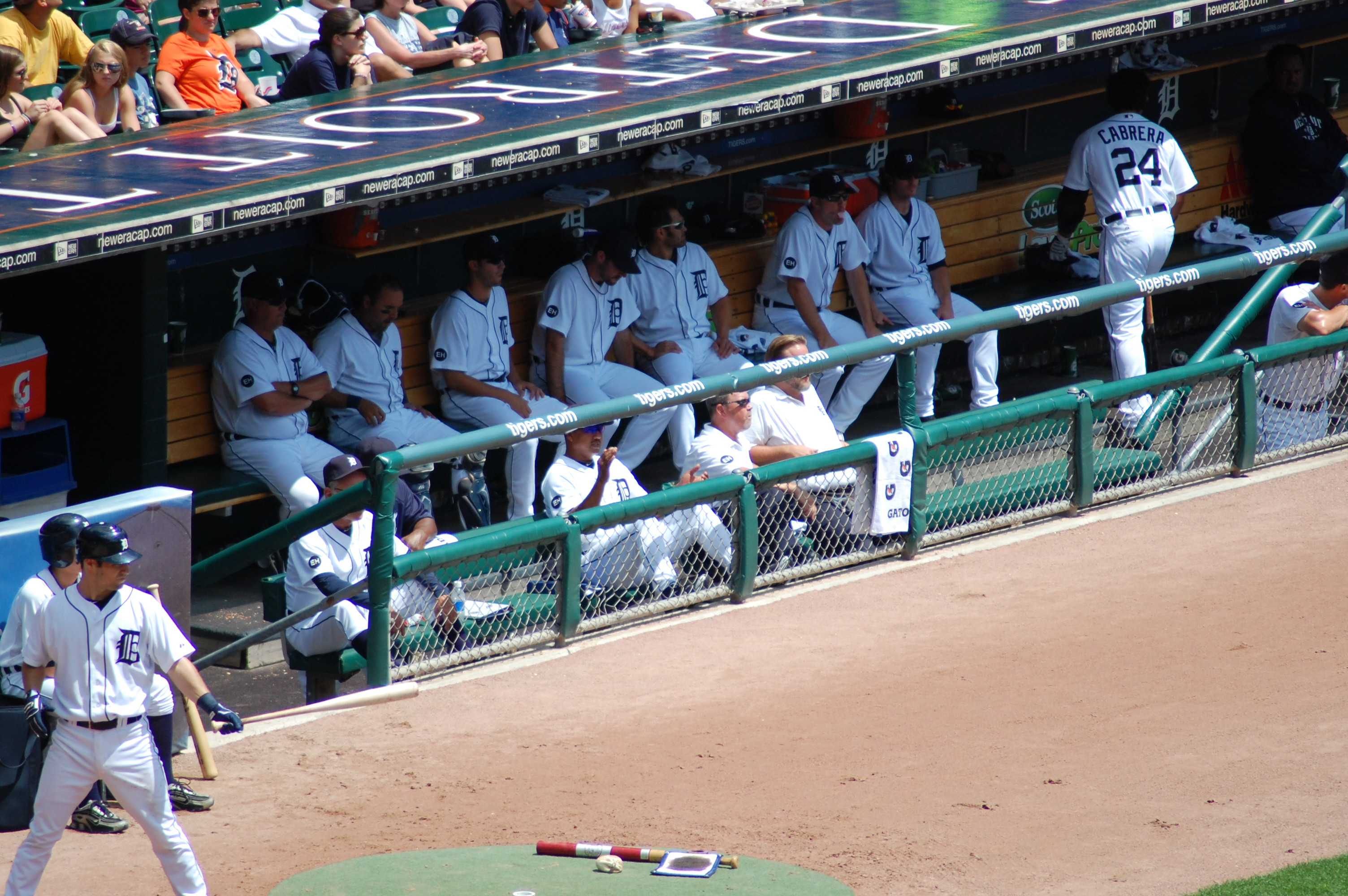
Le dugout des Tigers de Détroit à Comerica Park est située du côté de la troisième base.

Quelle équipe occupe le dugout du côté du premier but ou du côté du troisième but est un choix purement arbitraire. Dans le passé, l'entraîneur principal servait également d'entraîneur de troisième base, ainsi occuper le troisième dugout signifiait moins de marche pour celui-ci entre les manches. À l'inverse, l'idée est que puisque des jeux plus rapprochés se produisent à la première base qu'à la troisième, le premier dugout peut être préféré. Pour une installation préexistante, l'équipe locale peut également choisir le dugout le plus spacieux ou celui du côté des vestiaires les plus confortables. Un autre facteur peut être l'angle du soleil pendant la journée. Sur les terrains où le dugout est exposé à la lumière directe du soleil pendant une grande partie du match, ce qui peut être problématique lors des chaudes journées d'été, le club local peut choisir l'abri le mieux ombragé.

Dans la Ligue nationale et la Ligue américaine, plus de dugouts de l'équipe locale sont du côté de la première base (9 à 6 chacune). Même les deux plus anciens parcs encore utilisés diffèrent sur ce point: les Cubs sont assis du côté de la troisième base à Wrigley Field tandis que les Red Sox occupent le dugout de première base à Fenway Park. En raison de l'orientation du stade de baseball, à Wrigley, l'abri de troisième base fait face au soleil à partir de midi, tandis que le dugout de première base fait face à la lumière du soleil à la fin des manches. À Fenway, le dugout de troisième base fait face au soleil pendant une partie de la journée, tandis que celui de première base reste ombragé. 
| - Braves d'Atlanta (Truist Park) - Orioles de Baltimore (Oriole Park at Camden Yards) - Red Sox de Boston (Fenway Park) - Reds de Cincinnati (Great American Ball Park) - Rockies du Colorado (Coors Field) - Astros de Houston (Minute Maid Park) - Royals de Kansas City (Kauffman Stadium) - Brewers de Milwaukee (Miller Park) - Twins du Minnesota (Target Field) - Mets de New York (Citi Field) - Yankees de New York (Yankee Stadium) - Phillies de Philadelphie (Citizens Bank Park) - Mariners de Seattle (T-Mobile Park) - Cardinals de Saint-Louis (Busch Stadium) - Padres de San Diego (Petco Park) - Rays de Tampa Bay (Tropicana Field) - Rangers du Texas (Globe Life Park in Arlington) - Nationals de Washington (Nationals Park) | - Diamondbacks de l'Arizona (Chase Field) - Cubs de Chicago (Wrigley Field) - White Sox de Chicago (Guaranteed Rate Field) - Indians de Cleveland (Progressive Field) - Tigers de Détroit (Comerica Park) - Angels de Los Angeles (Angel Stadium of Anaheim) - Dodgers de Los Angeles (Dodger Stadium) - Marlins de Miami (Marlins Park) - Athletics d'Oakland (Oakland Coliseum) - Pirates de Pittsburgh (PNC Park) - Giants de San Francisco (Oracle Park) - Blue Jays de Toronto (Centre Rogers) |

## Voir également
- Enclos des releveurs
- Zone technique